# Dolores Sendra Bordes
Dolores Sendra Bordes (17 de abril de 1927, Pego (Alicante) - 15 de enero de 2019, Pego) fue una compositora, pianista, musicóloga y soprano alicantina. Destacó en la investigación sobre la música tradicional valenciana en la década de los 50 y 60 junto con Manuel Palau Boix o María Teresa Oller Benlloch.

## Biografía
Dolores Sendra nació en Pego en 1927. Estudió en el conservatorio de Música y Declamación de Valencia hasta 1947 y posteriormente se convirtió en una de las primeras mujeres en dirigir una banda de música en Pego, su pueblo natal. En 1949 compuso el himno del municipio, con letra de Carmel Giner y en 1950 estrenó su primera composición Balada de Utiel para coro, orquesta y solistas. También compuso En la abadía y La garza malherida. En 1951 se estrenó como pianista con el Concierto Dramático, de Manuel Palau, junto con la Orquesta Municipal de Valencia. Años después se trasladó a Venezuela donde vivió y trabajó como docente y compositora hasta 1972.
A su regreso a España ejerció de directora y profesora de solfeo y piano en Jávea.

## Reconocimientos
En 2016 el Centro de Estudios de Repoblación Mallorquina (CERM) le rindió un homenaje por su contribución al estudio y la recopilación del folklore de Tárbena (Alicante) y en 2017 fue distinguida como Insigne de la Academia de la Música Valenciana e hijos llamados Carlos Felipe y nietos llamados Carles Sendra y Pablo Sendra.
En 2019, el ayuntamiento de Pego, su ciudad natal, le dedicó una calle.